# 스모키 로빈슨
스모키 로빈슨(영어: Smokey Robinson, 1940년 2월 19일 ~ )은 미국의 R&B, 소울 싱어송라이터이며, 레코드 제작자이다. 모타운 레코드사와 합동한 주요 인물들 중의 하나이며, "모타운의 제왕"이란 칭호를 들었다. 모타운 레코드사의 첫 보컬 그룹 미라클즈(The Miracles)의 원년 구성원과 솔로 가수로서, 1960년부터 1987년까지 모타운 사에서 미국과 영국 톱 40 히트곡들을 제작하였다. 1961년부터 1988년까지 모타운 레코드사의 부사장을 지내기도 하였다.

## 생애

### 어린 시절과 미라클즈의 형성
윌리엄 로빈슨 2세의 본명으로 디트로이트의 노스엔드 이웃에서 태어나 자라왔다. 《엔터테인먼트 위클리》에 의하면, 윌리엄이 6세 혹은 7세 때에 그의 삼촌 클로드가 서부 영화를 좋아하는 그에게 "스모키 조(Smokey Joe)"라고 이름을 붙이고, 그 후에는 그의 피부색이 옅은 이유로 삼촌이 그에게 흑인이란 것을 잊지 말라는 뜻으로 그 별명을 지어줬다고 한다.
10대 시절에 스모키란 애칭으로, 인터뷰에서 로빈슨은 8세 이래부터 다이애나 로스와 친구였다고 주장하였다. 이 무렵에 로빈슨은 포츈 레코드사의 음악가 놀런 스트롱 앤드 더 디아블로즈(Nolan Strong and the Diablos)를 듣기 시작하였다. 스트롱의 높은 테너 음성이 로빈슨에게 주요한 영향을 주었다.
1955년 로빈슨은 그의 제일 좋은 친구 로널드 화이트, 고등학교 동창생 피트 무어, 클래런스 도슨과 제임스 그라이스와 함께 보컬 그룹 파이브 차임스(The Five Chimes)를 결성하였다. 1957년에는 도슨과 그라이스를 대신하여 자신의 사촌 에머슨과 바비 로저스를 영입하여 그룹 이름을 매터도어즈(The Matadors)라고 이름을 다시 지었다. 에머슨은 후에 로빈슨과 결혼한 누이 클로데트 로저스에 의하여 교환되었다. 기타리스트 마브 타플린이 1958년에 가입하면서 로빈슨은 리드 싱어로 전향하여, 디트로이트의 장소들을 순회하기 시작하였다.

### 모타운사와 미라클즈

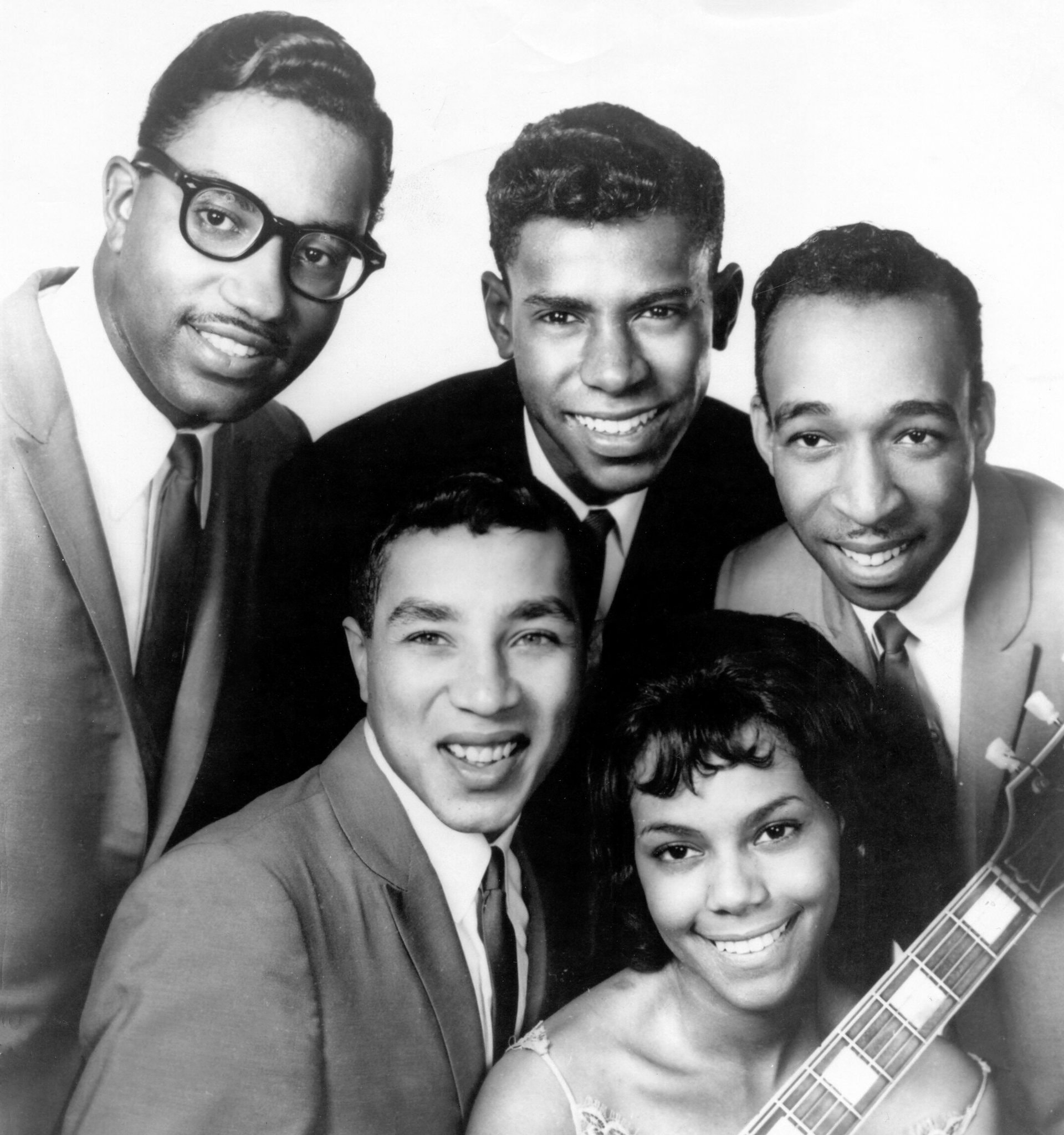
1962년 미라클즈와 함께 (앞줄 왼쪽이 로빈슨)

고등학교를 끝마치고, 단과 대학에 들어가는 계획을 세운 로빈슨은 1958년 8월에 작사가 베리 고디를 만나, 대학 입학을 기다리면서 그룹의 싱글 "Got a Job"을 공동 작사한 고디와 함께 자신의 음악 경력을 추구하였다. 그룹은 이름을 미라클즈로 바꾸면서, 11월 고디와 함께 엔드 레코드사에서 녹음하기 시작하였다.
로빈슨은 단과 대학에 입학하여 1월에 학급을 시작하여 전자 공학을 공부하였다고 말했다. 그리하여 미라클즈의 첫 레코드가 몇주 후에 발매되었고, 로빈슨은 곧 대학을 중퇴하였다.
미라클즈는 싱글곡들을 엔드와 체스 레코드사 양쪽에서 발표하기로 하고 로빈슨은 고디에게 자신의 직접적인 레이블을 시작한다고 제안하였다.
1959년 고디는 곧 모타운사로서 합병된 탬러 레코드사를 창립하였다. 미라클즈는 레이블의 첫 계약인들 중에 있었다. 로빈슨이 모타운의 성공적 히트곡들을 위한 창설을 공급하고 고디가 작사가와 알려지기 시작한 가수로서 활약하면서, 고디와 로빈슨은 상조적인 관계를 가졌다. 1961년에 고디는 로빈슨을 모타운 레코드사의 부사장으로 임명하였다.
1960년의 싱글 "Shop Around"는 R&B 차트에서 모타운의 첫 1위곡 만이 아니었으나, 미라클즈로서는 첫 주요 차트 성공이었다. 노래는 모타운의 처음으로 100만장 이상이나 팔린 히트곡이었다.
자신의 그룹을 위한 히트곡들을 창조하면서, 로빈슨은 다른 모타운 음악가들을 위한 싱글과 앨범 수록곡들을 작사, 제작하였다. 메리 웰스는 로빈슨의 곡 "My Guy"(1964)과 함께 1위곡을 가졌고, 1963년부터 1966년까지 템테이션스의 주요 작사/제작가로 지내면서 "The Way You Do the Things You Do", "My Girl", "Since I Lost My Baby"와 "Get Ready" 같은 히트곡들을 썼다. 그의 다른 모타운 작곡으로는 포탑스의 "Still Waters(Love)", 마블레츠의 "Don't Mess With Bill"과 "My Baby Must Be a Magician", 브렌다 홀로웨이의 "When I'm Gone", 마빈 게이의 "Ain't That Peciliar"과 "I'll Be Doggone", 콘투어스의 "First I Look at the Purse" 등이 있다.
그의 히트곡들은 자신에게 "미국에서 사랑의 계관 시인"라고 칭호를 얻었다. 그의 50년 음악 경력 동안에 로빈슨은 그의 명예에 4,000개 이상의 곡들을 축적하였다. 비틀즈의 존 레넌은 자신의 음악에 로빈슨의 영향으로 여긴 무수한 의견을 만들었다. 1969년 인터뷰에서 레넌은 자신의 곡 "Sexy Sadie"와 비슷한 가사를 가진 미라클즈의 "I've Been Good To You"를 자신이 제일 좋아하는 곡으로 진술하였다. 밥 딜런은 로빈슨을 "미국에서 위대한 생존 시인"으로 보았다고 한다.
미라클즈는 1960년대 대부분을 통하여 모타운의 최고 활동자로 남아있었다. 1966년 후에 "스모키 로빈슨 앤드 더 미라클즈"로 이름을 바꾸었으며, 1969년 그룹의 행운들이 약해지기 시작하였고 로빈슨은 그룹을 그만두기로 결정하였다. 그룹은 녹음을 멈추고 로빈슨이 그룹을 떠날 준비를 하였다. 기대도 안했던 사이에 그해의 녹음곡 "Baby, Baby Don't Cry"가 국내에서 빌보드 팝 톱10에 들어오고, 그들의 1967년 녹음곡 "The Tears of a Clown"이 1970년에 싱글로 발표되어 미국과 영국 양쪽에서 1위의 히트곡이 되었다.
그 곡의 놀라운 성공으로 로빈슨은 그룹에 몇년 더 남아있기로 선택하였으며, 자신이 그룹을 떠나는 원래 계획을 따르고 미라클즈는 6개월 간의 작별 공연을 시작하였다. 1972년 7월 16일 스모키와 클로데트 로빈슨은 워싱턴 D.C.의 카터 바론 원형극장에서 마지막 상연을 하였고, 로빈슨은 빌리 그리핀을 그룹의 새 리드 싱어로 소개하였다. 미라클즈는 얼마간 계속 활동을 하면서 100만 장이나 팔린 "Do It Baby"(1974)와 수백만 장을 팔은 1위곡 "Love Machine" 등을 발표하였다.

### 성공적인 솔로 경력

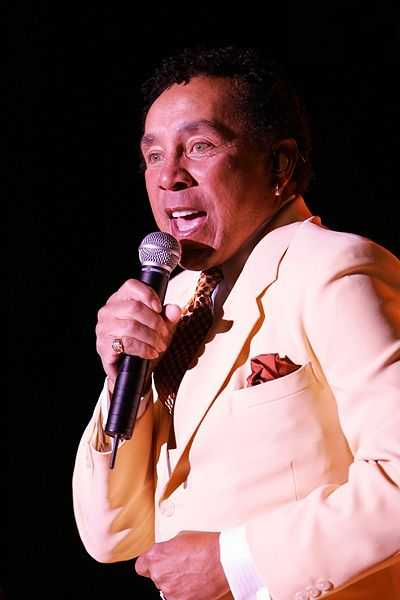
캘리포니아주 산타이네즈 콘서트에서 (2006년)

스모키 로빈슨은 모타운의 부사장으로서 임무에 집중하고, 1973년 자신의 첫 솔로 레코드 〈Smokey〉를 발표하는 동안에 감정을 내색하지 않은 솔로 경력을 시작하였다. 그의 첫 싱글 "Sweet Harmony"은 미라클즈에 헌정되었다.
1975년 그의 솔로 경력은 R&B 차트 1위곡 "Babu That's Backatcha"의 성공과 함께 출발하였다. 그의 1976년 싱글곡 "Quiet Storm"의 성공과 늦밤의 라디오 쇼 "quiet storm"를 낳은 그곡의 수록 앨범이 매끄럽고 느린 R&B 장르를 특징하였다. 그의 다른 솔로 히트곡들로는 "Cruisin'"(1979), "Being With You(영국 차트 1위곡)"(1981), "Tell Me Tomorrow"(1982)와 릭 제임스와 듀엣으로 부른 "Ebony Eyes"(1982) 등을 포함한다. 그는 영화 《빅타임》(1977)을 위한 사운드트랙을 녹음하기도 하였다.

### 말년의 경력, 로큰롤 명예의 전당, 수상

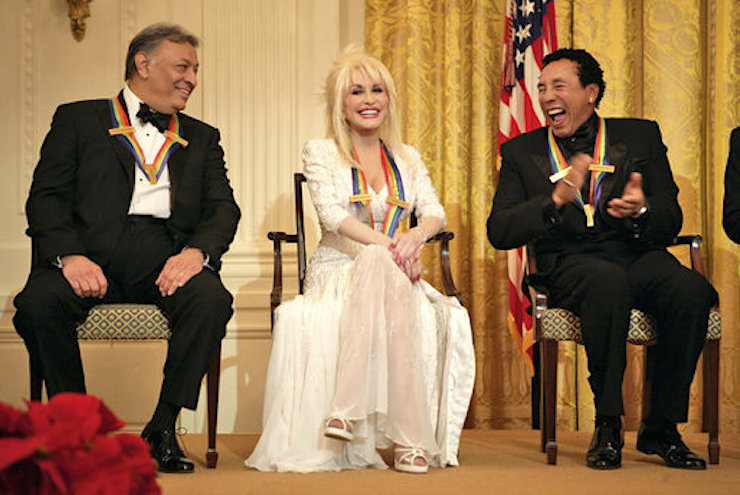
2006년 12월 3일 백악관에서 주빈 메타, 돌리 파튼과 함께

1980년대에 로빈슨은 코카인에 중독되었다. 음악 작업은 느려지고, 그와 클로데트의 결혼생활이 약해져 1986년에 이혼하고 말았다. 그의 친구 레온 케네디(로빈슨의 저서 《스모키》(1987)에 묘사됨)의 도움으로 종교적 예배에서 그의 중독이 극적으로 고쳐졌다고 한다. 결국 로빈슨은 자신의 경력을 소생시켰고, 1987년 히트곡 "Just to See Her"(그래미 어워드 수상곡, 미국 차트 8위)와 "One Heartbeat"(미국 차트 10위)를 발표하였다. 같은 해에 솔로 가수로서 로큰롤 명예의 전당에 입성했다.
1988년 모타운 레코드사가 MCA에 팔렸을 때 로빈슨은 부사장 직에서 사임하였다. 모타운의 마지막 앨범 〈Love, Smokey〉(1990) 발표 후에 레이블을 떠났다. 로빈슨은 1990년 송라이터 명예의 전당에 헌액되었다. 1991년 SBK 레코드사에서 앨범 〈Double Good Everything〉을 발표하였으며, 소울 트레인 음악상의 경력 업적 부분의 상을 수상하였다. 8년 후에 당시 유니버설 뮤직의 종속 회사였던 모타운으로 돌아와 앨범 〈Intimate〉를 발매하였다. 같은 해에는 그래미 어워드 평생공로상을 받았다. 2002년에는 미국 국가 예술 훈장(National Medal of Arts)을 받았다.
그 이래, 그는 정기적인 상연과 순회 공연을 계속 하였다. 2003년에는 《아메리칸 아이돌》의 "빌리 조엘의 주"에서 특별출연 심사로 활약하였다. 2004년에 그는 가스펠 레코드 〈Food for the Spirit〉을 발매하였고, 2005년에 송라이터 명예의 전당 최고특별상(Johnny Mercer Award)을 받았으며, 미시간주 로큰롤 전설들 명예의 전당에 입성되었다. 20세기 초부터의 팝 음악 경향을 담은 새 앨범 〈Timeless Love〉가 2006년 6월에 발표되었다. 그 앨범은 원래 재즈 콤보와 함께 녹음되었으나, 현이 녹음이 후에 추가되어 앨범에 더 많은 무성한 음향을 주었다. 그러나, 디스크의 재즈적 느낌을 제거시켰다.
로빈슨은 "조너던 로스와 금요일 밤 쇼"와 NBC 일일연속극 《우리 인생의 나날》에 나왔다.
2006년 5월에 열린 138회 학위 수여식에서 하워드 대학교는 로빈슨에 명예 음악 박사 학위를 수여했다. 12월에 로빈슨은 스티븐 스필버그, 주빈 메타, 앤드루 로이드 웨버, 돌리 파튼(1987년에 로빈슨과 듀엣으로 "I Know You By Heart"을 부름)과 더불어 케네디 센터 아너스(Kennedy Center Honors)에 선정됐다. 시상식은 12월 3일에 열리고 12월 26일 CBS에서 방영되었다.
2006년 영화 《마지막 홀리데이》에서 카메오로 나와 "Tracks of My Tears"를 불렀다. 또한 그해 후순에는 미라클즈의 동료 바비 로저스와 피트 무어와 재결합하여 그룹의 첫 확장된 인터뷰를 가졌다. 이 인터뷰는 그룹의 음악과 경력을 회고하는 비디오 "Smokey Robinson and the Miracles:Definitive Collection"을 발매하는 유니버설 뮤직 DVD의 근거를 형성하였다.
2007년 2월 11일 49회 그래미상 시상식에서 "Tracks of My Tears"를 불렀으며, 《아메리칸 아이돌》의 6번째 심사이기도 하였다.
11월에는 오스트레일리아 순회 공연을 가지면서, 오스트레일리아의 밴드 휴먼 네이처와 함께 지방 텔레비전 프로그램 《Dancing With The Stars》의 배경에서 상연하였다. 11월 22일 로빈슨은 시드니 라디오 방송국 2CH의 밥 로저스에 의하여 인터뷰를 가졌다.
2008년 8월 6일 할렘의 아폴로 극장에 나와 영국의 싱어송라이터 엘비스 코스텔로와 함께 무대 위의 인터뷰와 상연 구획의 합동 텔레비전 특집을 녹화하였다.
2009년 5월 9일 버클리 음악 대학에서 열린 학위 수여식에서 명예 박사 학위를 받고 연설을 가졌다. 8월 25일에는 앨범 〈Times Flies When You're Having Fun〉을 발표하였다. 자신이 제작하고 작사한 롭소 레이블의 CD로 알려진 이 앨범에는 노라 존스의 히트곡 "Don't Know Why"의 표지를 포함하였다. 또한 초기 모타운에 경의와 마이클 잭슨의 숨겨진 보너스 트랙 "I Want You Back"이 담겨있다.
2009년 BBC의 〈Electric Proms〉의 최종회가 방영되면서, 로빈슨과 그와 밴드는 모타운 레코드사의 50주년을 맞으면서 10월 24일 런던의 구류소에서 열린 BBC 콘서트 오케스트라와 함께 나와 상연하였다. 로빈슨의 곡들의 가장 새로운 편곡들은 특별히 〈Electric Proms〉에 의하여 위임을 받았다. 영국에 있는 동안에 10월 20일에는 〈Later with Jools Holland〉에 나와 짧은 인터뷰를 가지고, 에릭 클랩튼과 함께 2개의 곡을 상연하였다.

## 명예 박사 학위
- 2009년 5월 9일 버클리 음악 대학 명예 음악학 박사

## 디스코그래피

### 탬러 모타운 발매 앨범
- 〈Smokey〉 (1973)
- 〈Pure Smokey〉(1974)
- 〈A Quiet Storm〉(1975)
- 〈Smokey's Family Robinson〉(1976)
- 〈Deep in My Soul〉
 〈Big Time〉사운드트랙 (1977)
- 〈Love Breeze〉
 〈Smokin'〉(1978)
- 〈Where There's Smoke...〉(1979)
- 〈Warm Thoughts〉(1980)
- 〈Being with You〉(1981)
- 〈Yes It's You Lady〉(1982)
- 〈Touch the Sky〉(1983)
- 〈Essar〉(1984)
- 〈Smoke Signals〉(1986)

### 모타운 발매 앨범
- 〈One Heartbeat〉(1987)
- 〈Love, Smokey〉(1990)
- 〈Intimate〉(1999)
- 〈My World - The Definitive Collection〉(2005)

### 다른 레이블 발매 앨범
- 〈Double Good Everything〉(SBK, 1991)
- 〈Our Very Best Christmas〉(유니버설, 1999)
- 〈Food for the Spirit〉(리퀴드 8, 2004)
- 〈Timeless Love〉(유니버설, 2006)
- 〈Times Flies When You're Having Fun〉(롭소, 2009)

### 내용주
1. ↑  송라이터 명예의 전당에서 시상하는 특별상 중, 전당에 이미 올라있는 사람으로 자격이 제한되는 유일한 상이다. 따라서 가장 권위가 높게 여겨진다.

### 참조주
1. ↑  “Smokey Robinson”. 《송라이터 명예의 전당》 (영어).
2. ↑  “Smokey Robinson - Johnny Mercer Award”. 《송라이터 명예의 전당》 (영어).